# 風します?
『風します?』（かぜします）は、小道迷子による日本の4コマ漫画。『ビッグコミックスピリッツ』（小学館）にて連載された。単行本は全6巻（小学館）。
作中で頻繁に使用される「にっぽんちゃちゃちゃ」は、そのころ人気のあった日本バレーボールチームの応援に使われていた掛け声である。

## 主な登場人物
月子
主人公。愛車はYAMAD。バイクを愛し常に移動手段としているが、運転や扱いはヘタで事故や転倒は日常茶飯事。
さらに走る速度も遅く、「カメ」と冷やかされ執拗に罵られることもある。
食べることが大好きで、エビやカニ、ウニなど高めの物を好み、食欲次第で別人のように運転技術が上手くなる場面もあった。
事故のせいで何度もあの世に行き閻魔大王とも顔見知りだが、最終的にいつも追い返されている。
ハシバ君
月子のボーイフレンド。後に結婚する。
ケンちゃん
白バイ隊員。一応真面目に職務をこなしてはいるが、月子だけでなく先輩のゲンさんに振り回されてばかりいる。
ベンちゃん
正体不明。黒いダルマにちょんまげをつけた体格で、顔は常に笑っている、三味線のような楽器をいつも持っている。
めーめ
単なる羊。バイクで転倒した月子の前に３頭で現れ囃し立てる。
死神さん
鎌を持った死神さん。事故をおこしてばかりの月子に付きまとう。多数存在し大半は小柄だが、中には小山のように巨大な仲間もいる。

## 単行本
- 小道迷子『風します?』小学館〈ビッグコミックススペシャル〉、全6巻
  1. 1987年10月1日発売 ISBN 9784091818119
  2. 1988年5月1日発売 ISBN 9784091818126
  3. 1989年5月1日発売 ISBN 9784091818133
  4. 1990年6月1日発売 ISBN 9784091818140
  5. 1991年6月1日発売 ISBN 9784091818157
  6. 1991年10月1日発売 ISBN 9784091818164